# Linkeroever (Antwerpen)
Linkeroever (în română Malul stâng) este un cartier al orașului Anvers din Regiunea Flamandă a Belgiei. Cartierul are aproximativ 15.000 de locuitori și este situat pe malul stâng al râului Escaut.
La început Linkeroever s-a aflat în componența localității Zwijndrecht, dar a fost alipit orașului Antwerpen pe 19 martie 1923. Odată cu modificarea din 1983 a constituției Belgiei și introducerea districtelor, Linkeroever a devenit parte a districtului Antwerpen. Din punct de vedere istoric Linkeroever aparține regiunii Waasland, însă se deosebește de aceasta din punct de vedere social și peisagistic. Anterior, teritoriul din zona Capătului Flandrei (Vlaams Hoofd) pe care este situat Linkeroever era cunoscut sub numele de Polderul Borgerweert.

## Conexiuni
Cartierul este conectat cu restul districtului prin stația de premetrou Van Eeden, în care opresc tramvaiele liniilor 3, 5, 9 și 15 după ce au traversat pe sub Schelde prin Brabotunnel. Alte conexiuni între cele două maluri sunt tunelurile Waasland și Kennedy. Ultimul include tuburi pentru traficul auto, traficul feroviar și pentru biciclete. O nouă traversare pe sub Schelde pentru traficul rutier, Tunelul Oosterweel, este prevăzut a fi construit până în 2021 pornind de lângă lacul Blokkersdijk. Este parte a unui controversat proiect de conectare numit Oosterweel, care are drept scop întregirea inelului de ocolire R1.
Între cele două maluri există și un tunel dedicat exclusiv pietonilor și cicliștilor, Tunelul Sint-Anna. Nu există însă o conectare feroviară, deoarece gara Antwerpen-Linkeroever a fost închisă în 1984.

## Istorie

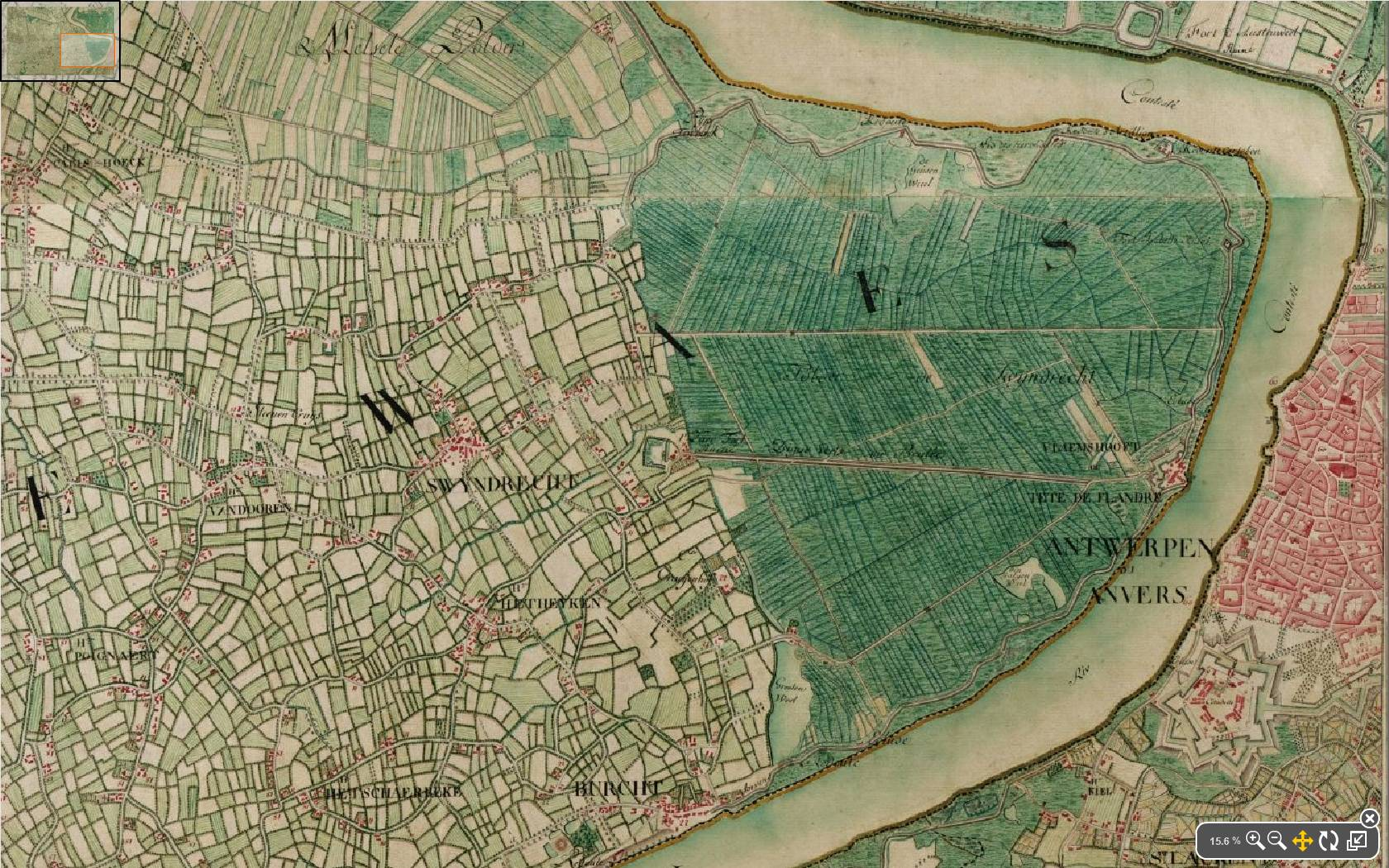
La sfârșitul secolului al XVIII-lea, Linkeroever era o luncă inundabilă puțin populată.

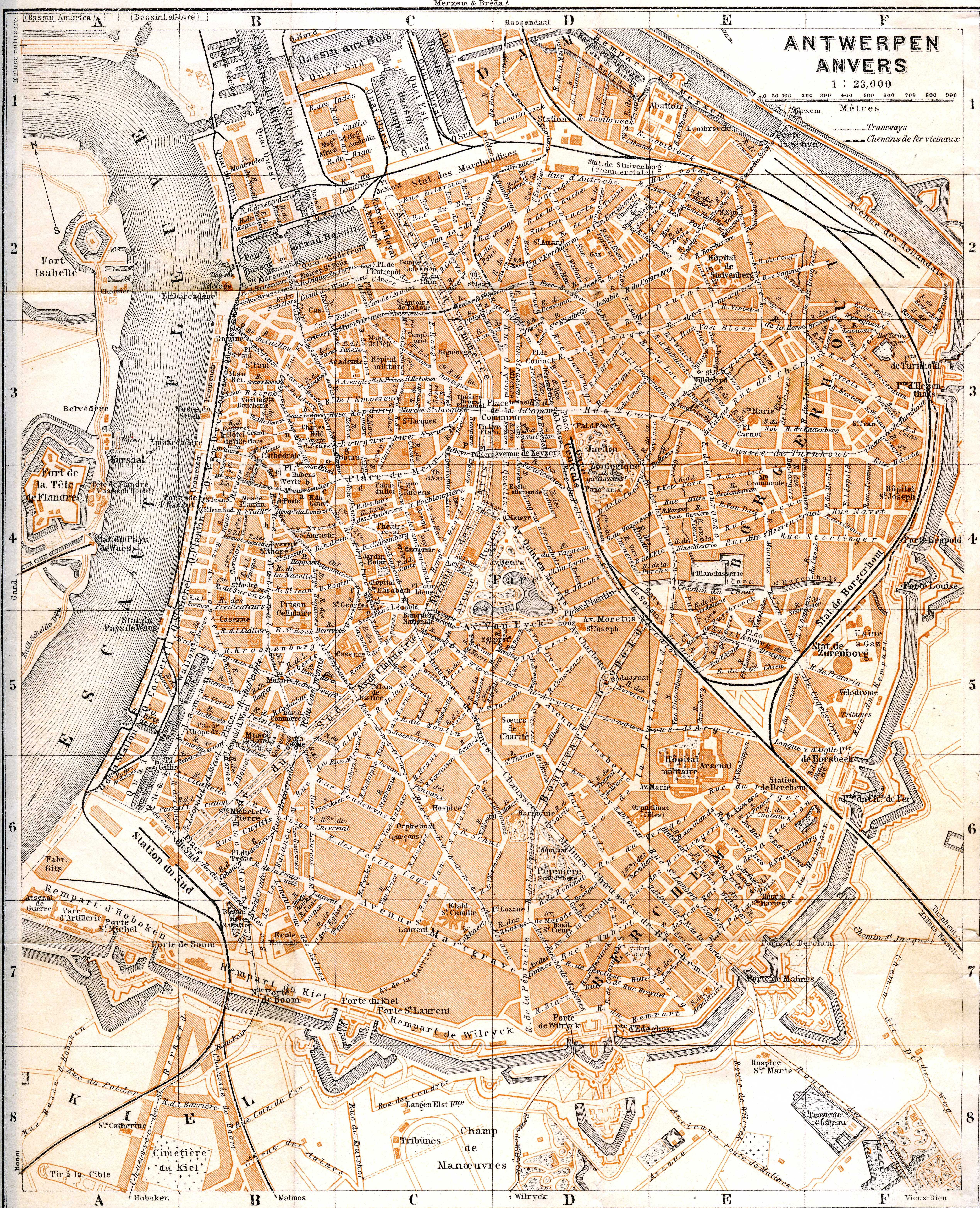
Hartă din 1905 pe care apar fortul, feribotul, gara și cazinoul.

Cartierul Linkeroever este poziționat pe locul vechiului sat Sint-Annadorp și al fortăreței Vlaams Hoofd, ambele situate pe malul stâng al râului Schelde. Pe locul fortăreței se află în prezent intrarea în Tunelul Sint-Anna. Satul și fortul erau conectate direct prin intermediul unui drum construit pe un dig care mărginea polderul Borgerweert. Ulterior, drumul a devenit artera Blancefloerlaan. Polderul Borgerweert putea fi inundat la nevoie pentru a proteja fortul.
Pe 3 noiembrie 1844 a fost inaugurată Gara Vlaams Hoofd. Din această gară pornea o cale ferată izolată, linia 59 către Gent, exploatată de „Compania căilor ferate de la Anvers la Gent prin Saint-Nicolas și Lokeren” (în franceză Compagnie du chemin de fer d'Anvers à Gand par Saint-Nicolas et Lokeren).
La începutul secolului al XX-lea, satul Sint-Annadorp era o destinație populară pentru relaxare, dispunând de cazinouri și restaurante care serveau midii. Feriboturile Sint-Anneke asigurau o legătură regulată între Antwerpen și sat. Primul Război Mondial a cauzat însă multă distrugere și malul stâng a trebuit reconstruit. Alipirea Linkeroever de Antwerpen, în 1923, a dat un nou impuls, iar orașul a trasat planuri de dezvoltare pentru cel mai nou cartier al său.
În anii 1930, în partea de nord a plajei râului Schelde și la vest de Palingplaat exista o zonă de recreere aglomerată, plaja Sint-Anneke, în care s-au construit multe case de vacanță. Existau cafenele, restaurante și o piscină, iar o moară de vânt a fost adusă din Limburg pentru a completa peisajul. Zona de recreere și-a păstrat și în prezent destinația, dar casele de vacanță au fost expropriate în anii 1960 și demolate.
În perioada celui de-Al Doilea Război Mondial, Linkeroever a devenit o zonă administrată militar, iar dezvoltarea cartierului a fost oprită.
Anterior, între zona de recreere Sint-Anneke și capătul serviciului de feribot era în circulație o linie de tramvai numită „Sint-Anna-Expres”. Ulterior, o linie de tramvai a fost introdusă între fosta gară feroviară Antwerpen-West și Hamme, în Flandra de Est. Aceste linii, codificate „tramvaiele H”, au rămas în exploatare până în septembrie 1959.
În 1929 a fost înființată Compania Intercomunală a Malului Stâng al Scheldei (în neerlandeză Intercommunale Maatschappij van de Linker Schelde Oever) (Imalso). Aceasta a început demolarea costrucțiilor existente și dezvoltarea sistematică și planificată a zonei. Au fost trasate străzi și artere noi, unele din ele inspirate de planurile arhitectului Le Corbusier, care, între 1932 și 1933, a conceput un proiect de urbanism pentru Linkeroever. Au fost construite vile și, la începutul anilor '50, a fost realizată prima zonă cu locuințe sociale. Ultimele construcții din vechea Sint-Anneke au fost demolate la mijlocul anilor 1950 prin realizarea de terasamente și adăugarea continuă de materiale de fundație în scopul ridicării nivelului solului în Linkeroever. A fost păstrată doar biserica Sint-Anna, dar a fost demolată și ea în august 1968, pentru a face loc unei biserici mai mari și mai moderne, Sint-Anna-ten-Drieën. Biserica Onze-Lieve-Vrouw-ter-Schelde, situată pe plaja de nord, a căzut pradă, pe 9 martie 2000, unui puternic incendiu și a fost demolată. Doar pridvorul a fost păstrat și folosit drept capelă cu hramul Fecioarei Maria.
La sfârșitul anilor 1950 au început să fie ridicate primele clădiri. Așa-numitele Amelinckxflatgebouwen (de la numele constructorului Amelinckx, care a falimentat în 1986) au fost construite într-un tempo rapid în anii 1960. De la începutul anilor 1970 datează districtul Europark (care include un bloc de locuit cu 25 de etaje, cunoscut sub numele Chicagoblok), moderna biserică Sint-Lucas și biblioteca publică.

## Recreere
În prezent, în Linkeroever există numeroase modalități de recreere și relaxare de-a lungul promenadei de nord: piscină, camping, HoReCa. De la plaja Sint-Anna se poate merge spre sud pe o alee care urmează malul Scheldei până la Muzeul Ancora în aer liber și intrarea în tunelul Sint-Anna. De-a lungul aleii sunt bănci de lemn, locuri de joacă pentru copii și un monument care îl înfățișează pe fostul rege Baudouin I, ridicat de arhitectul Jo Crepain și sculptorul Wilfried Pas. Aleea continuă până la lacul pentru practicarea sporturilor nautice Galgenweel, unde există mai multe cluburi. La vest de Linkeroever se află pădurea Sint-Annabos, parcul Wandelbos și rezervația pentru păsări Blokkersdijk.

## Curiozități
- Locuitorii fostei zone Sint-Anneke din Linkeroever erau și sunt cunoscuți încă sub porecla de „midiile”;
- Linkeroever este și titlu unui film realizat și având acțiunea în cartierul cu același nume. Acest thriller a avut premiera pe 26 martie 2008;[16]
- Filmările pentru serialul Patrouille Linkeroever produs de VTM au fost realizate în mare parte în Linkeroever;[17]
- În fiecare an, în decembrie, în Linkeroever are loc un concurs de velocros în jurul plajei Sint-Anneke. Concursul se numește „Scheldecross”;[18]
- Pe plaja Sint-Anna se pot vizita Morile de vânt din Sint-Anneke;

## Imagini

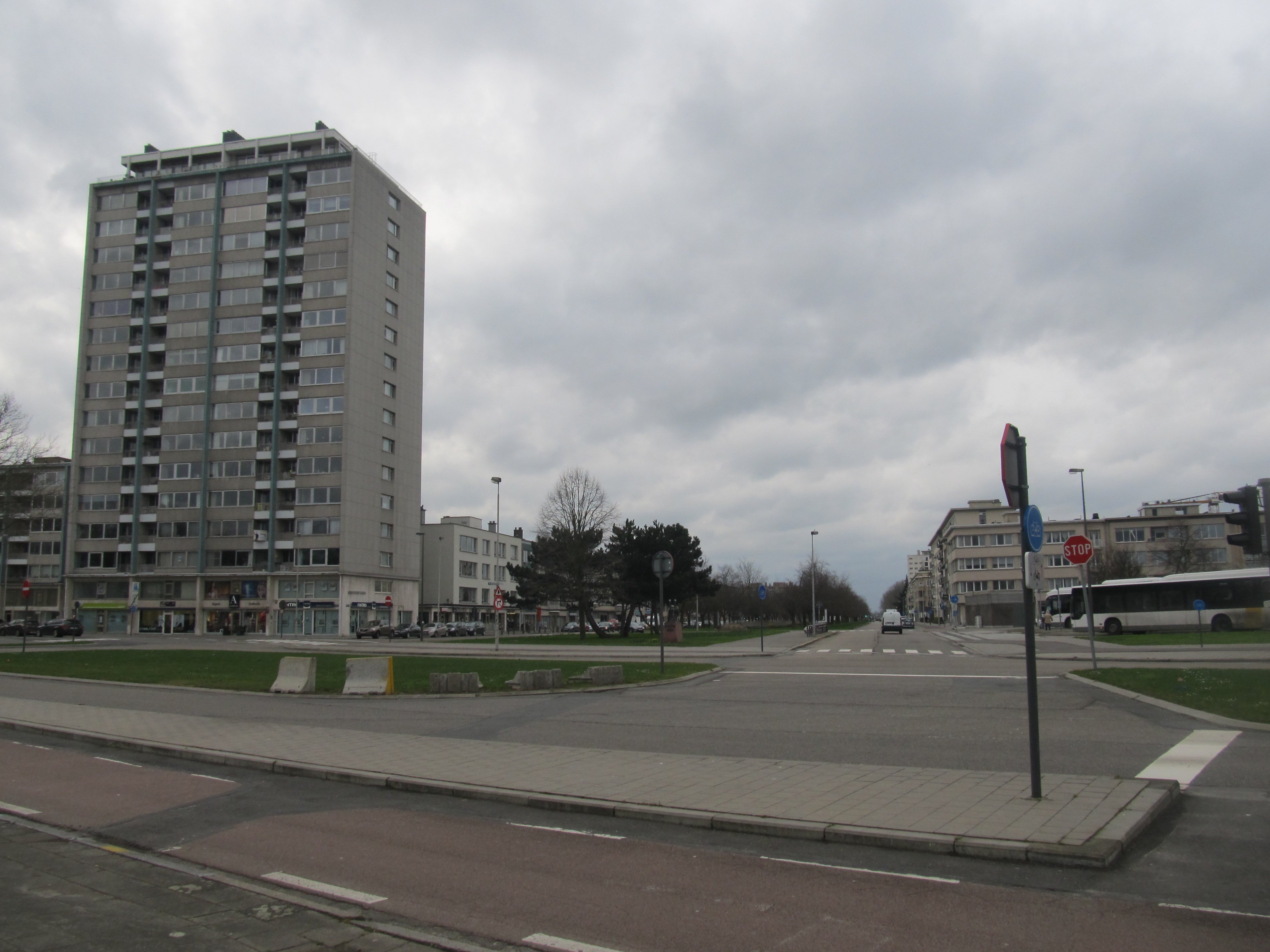
Zona Frederik van Eedenplein.
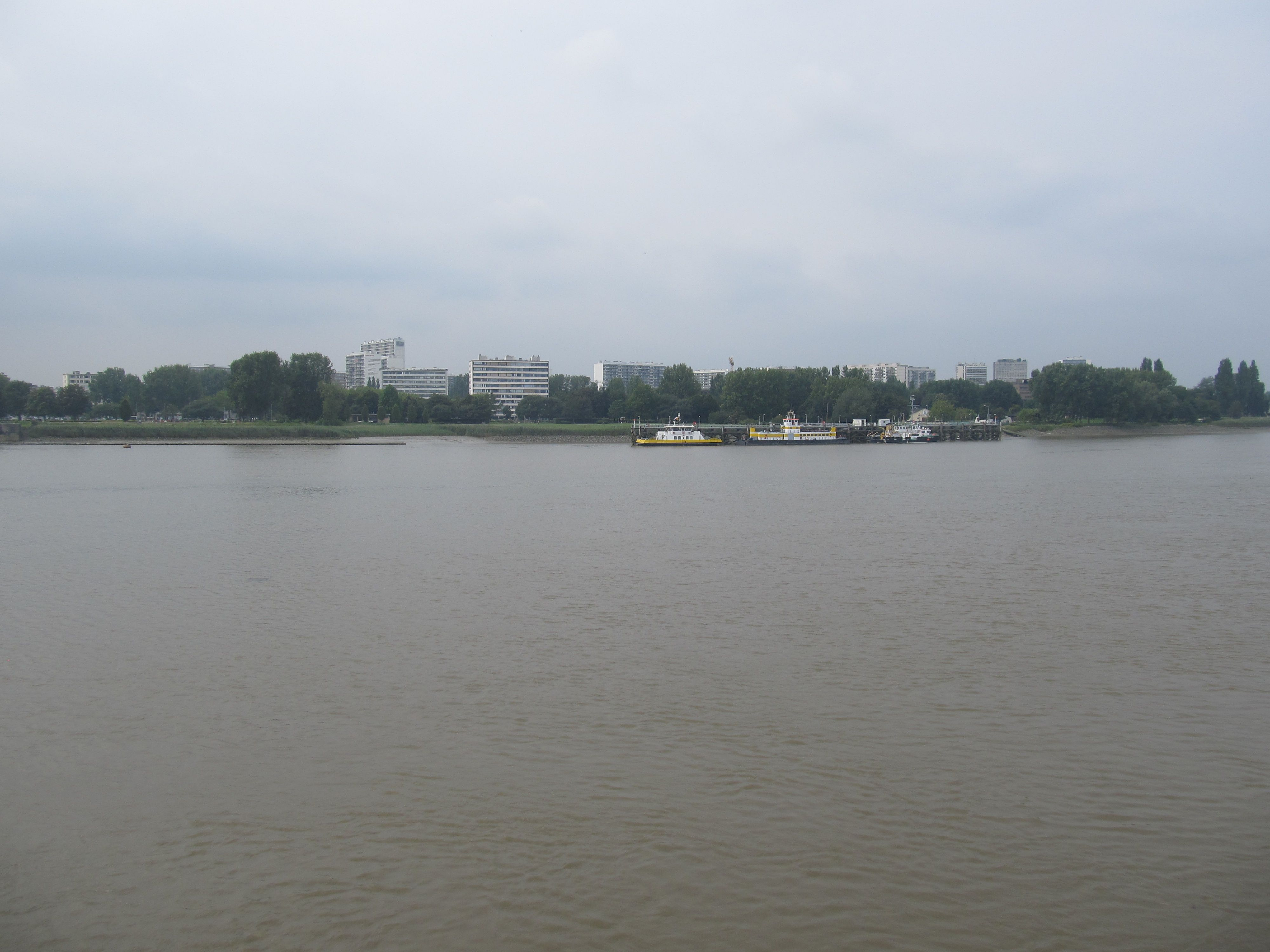
Linkeroever văzut din Antwerpen.
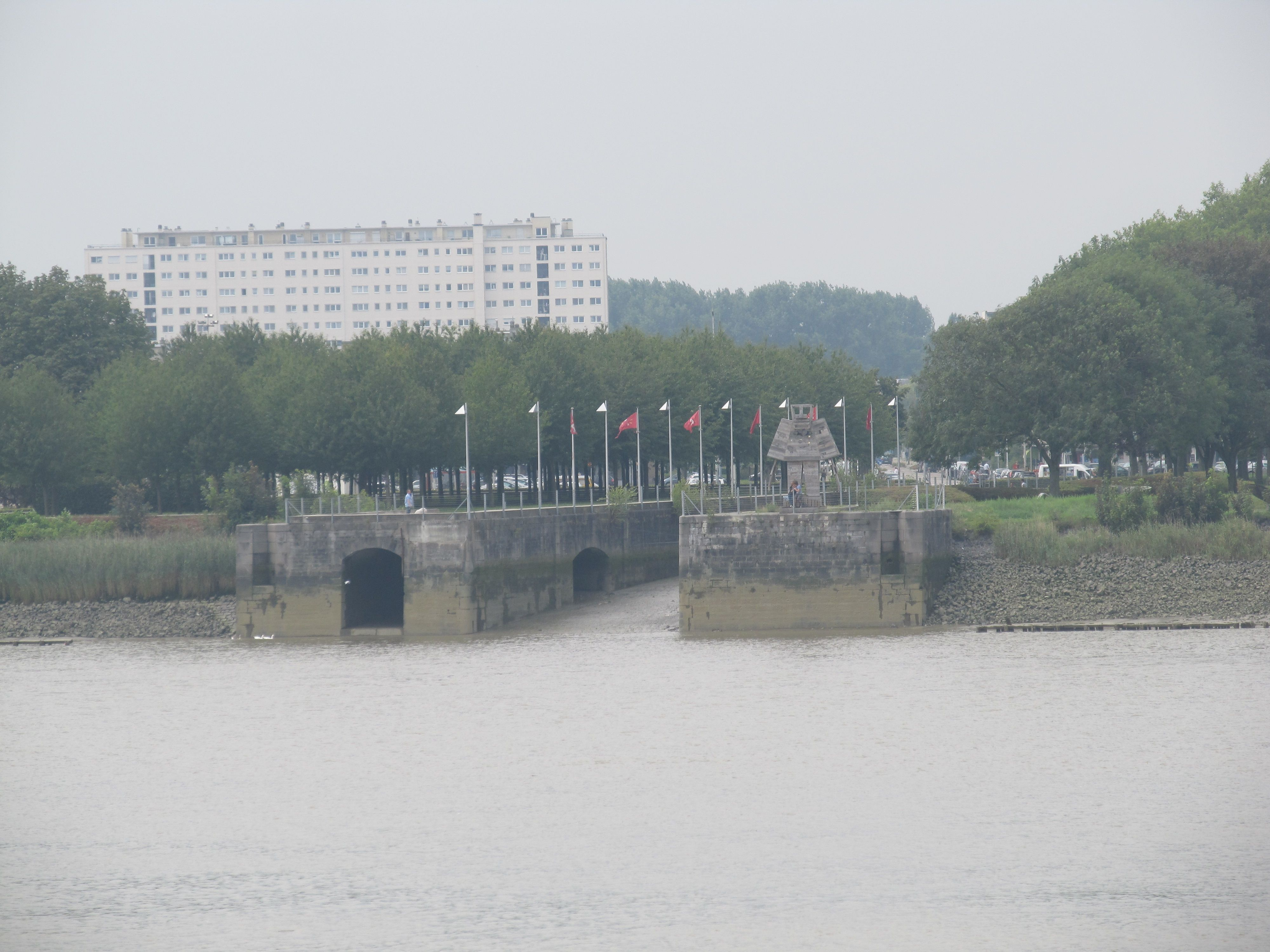
Linkeroever văzut din Antwerpen.
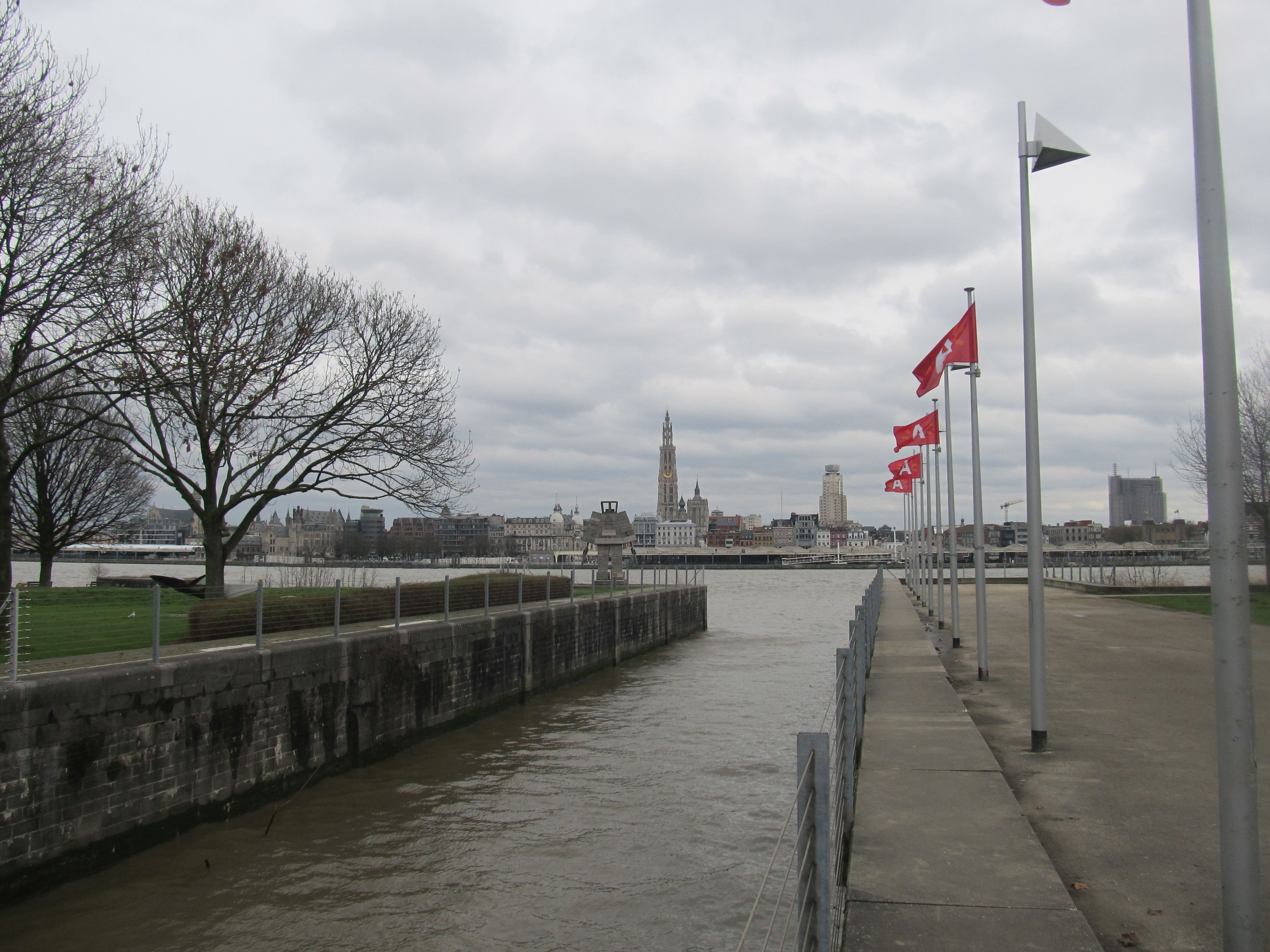
Antwerpen văzut din Linkeroever.
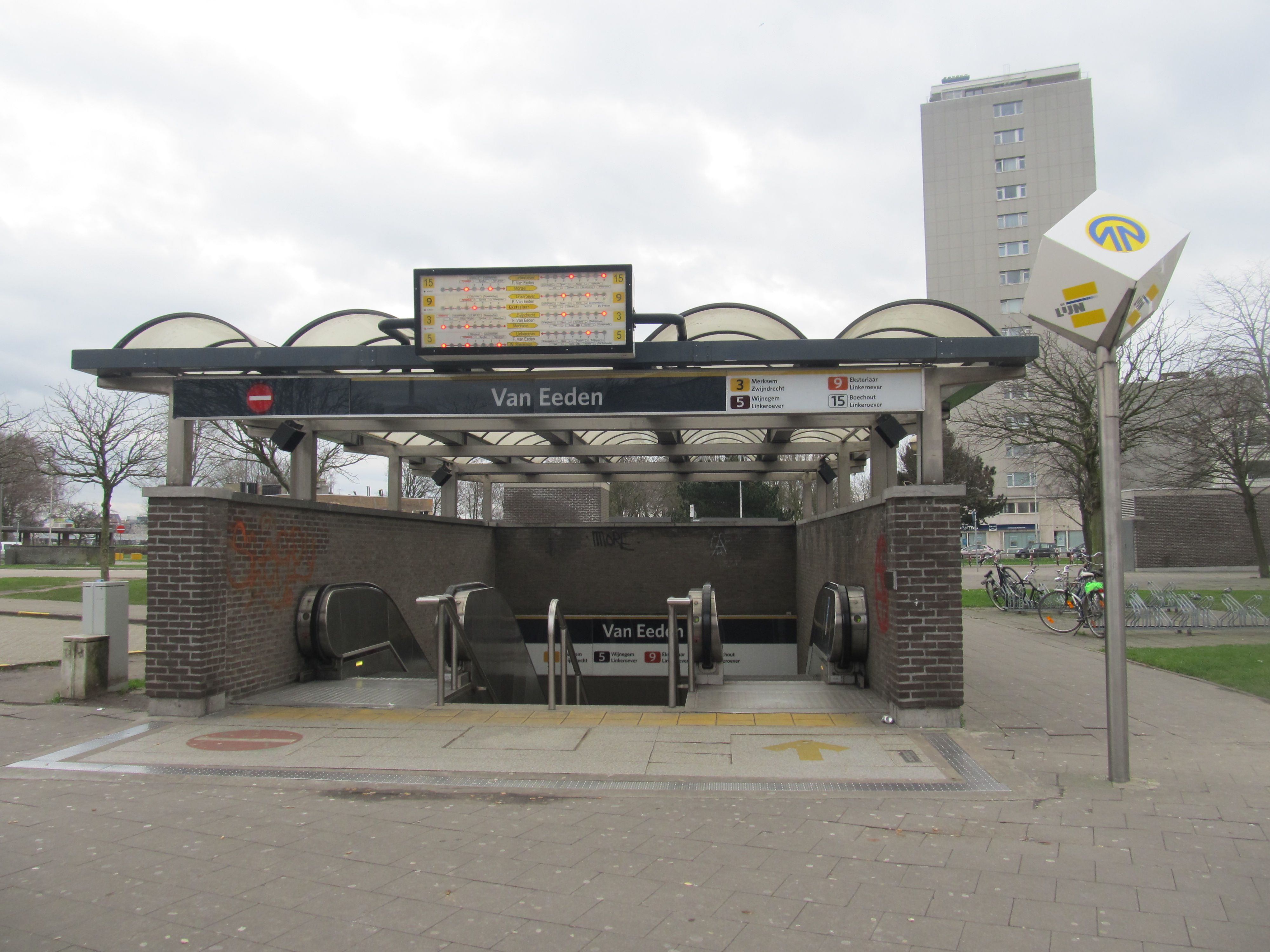
Stația de premetrou Van Eeden din Linkeroever.
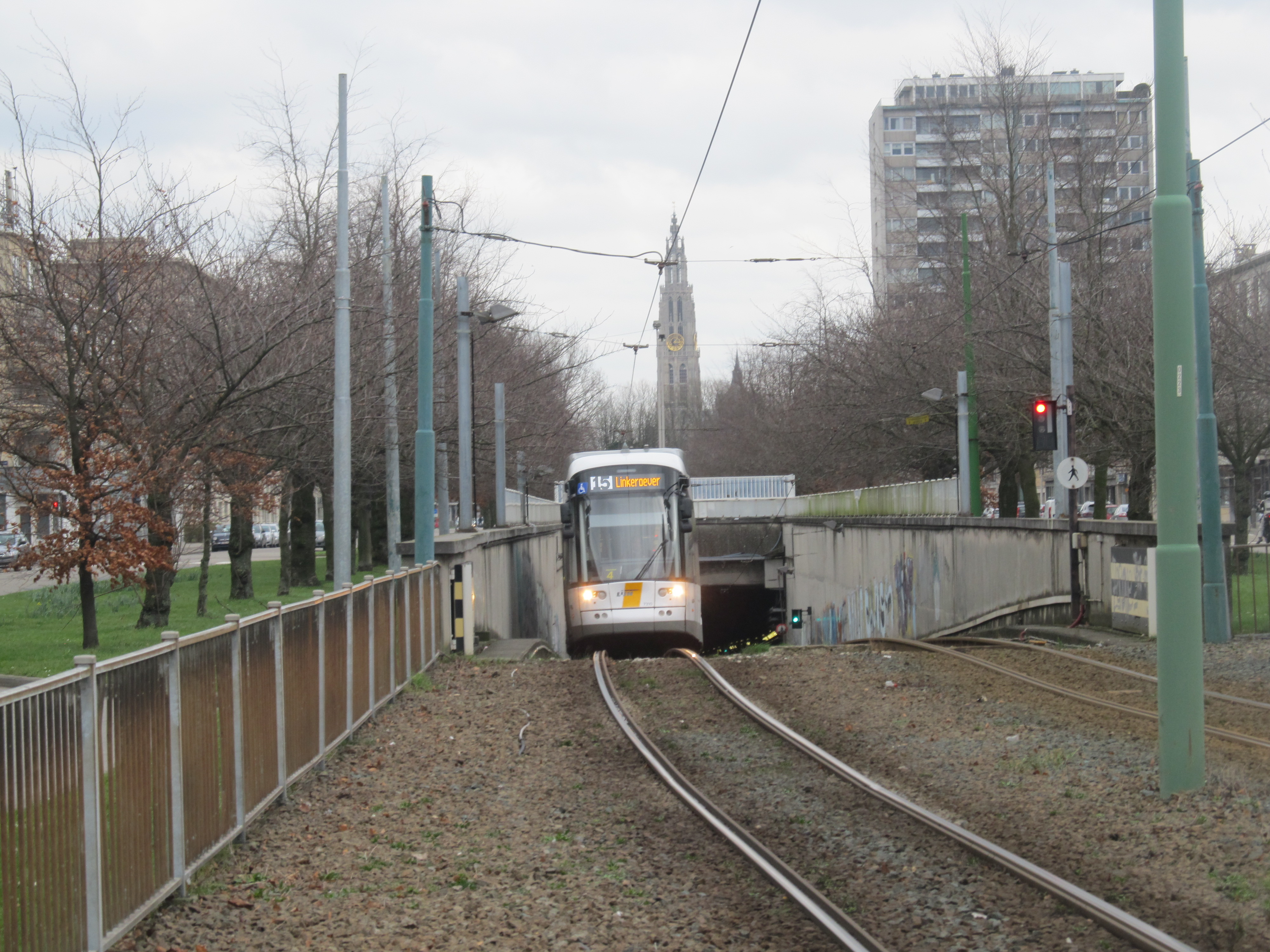
Tramvai al liniei 15 ieșind din premetrou prin rampa de pe Blancefloerlaan.
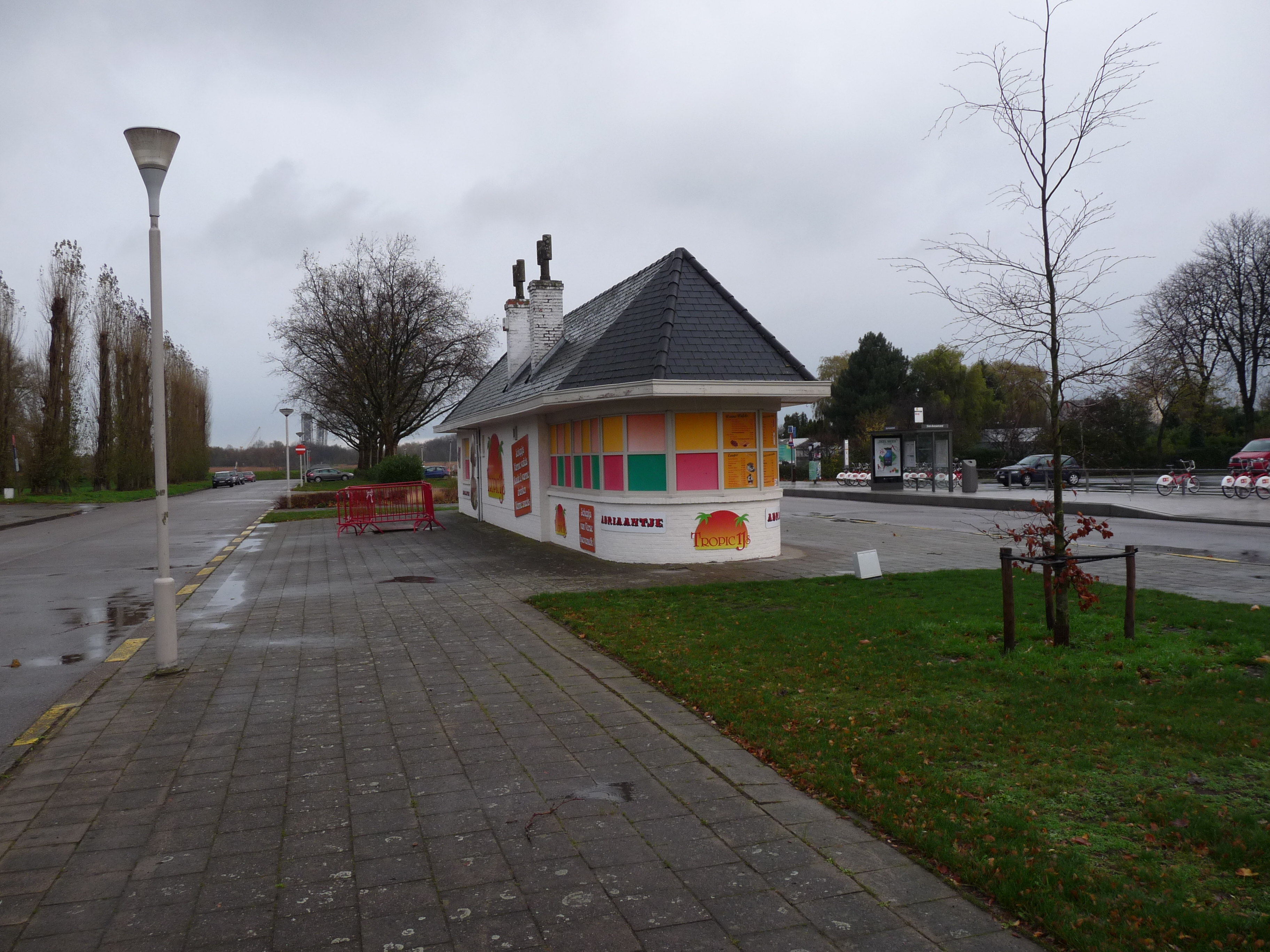
Fosta stație a Sint-Anneke-Express, acum chioșc de înghețată.
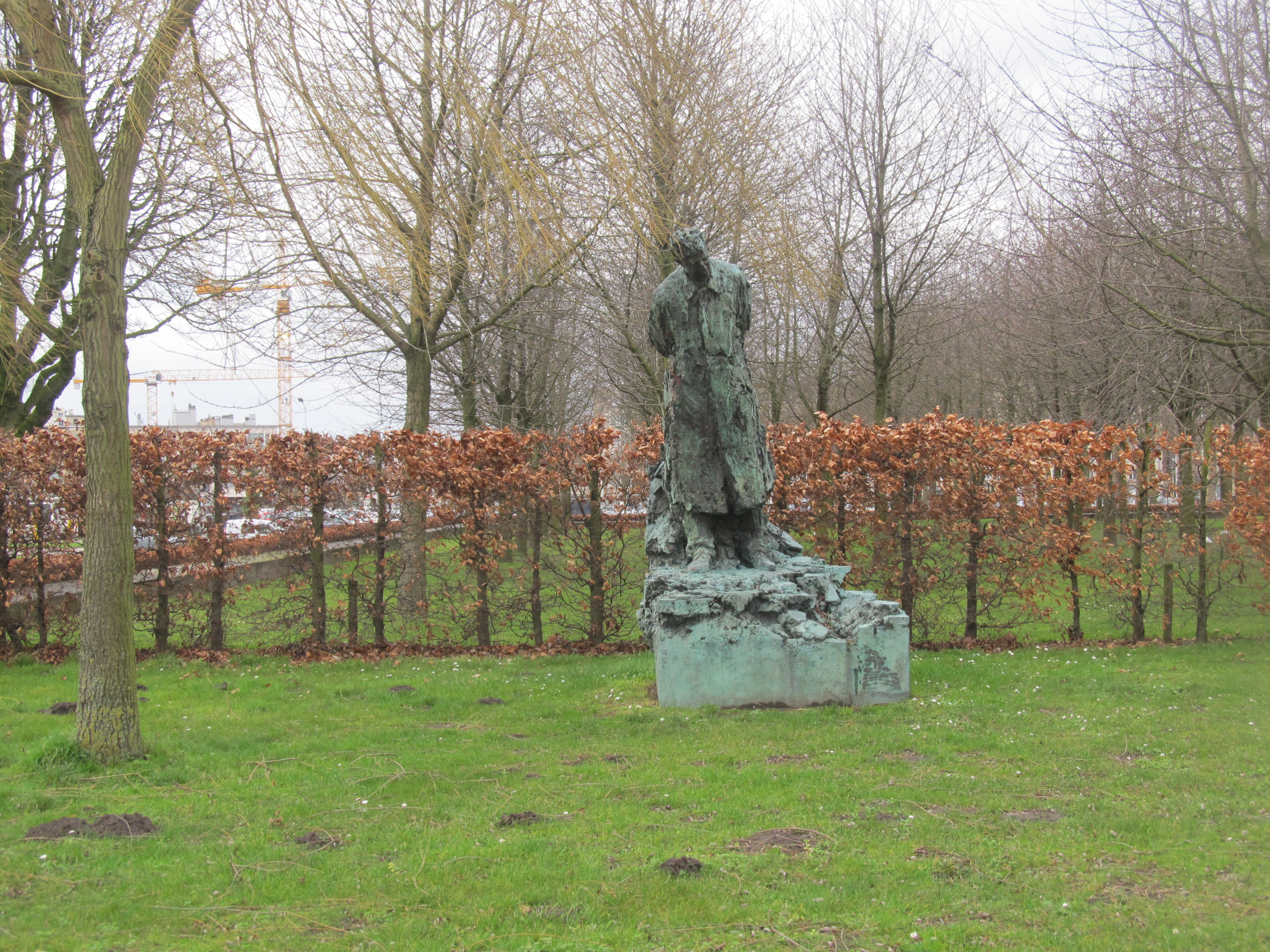
Monument pe malul Scheldei al fostului rege Baudouin.
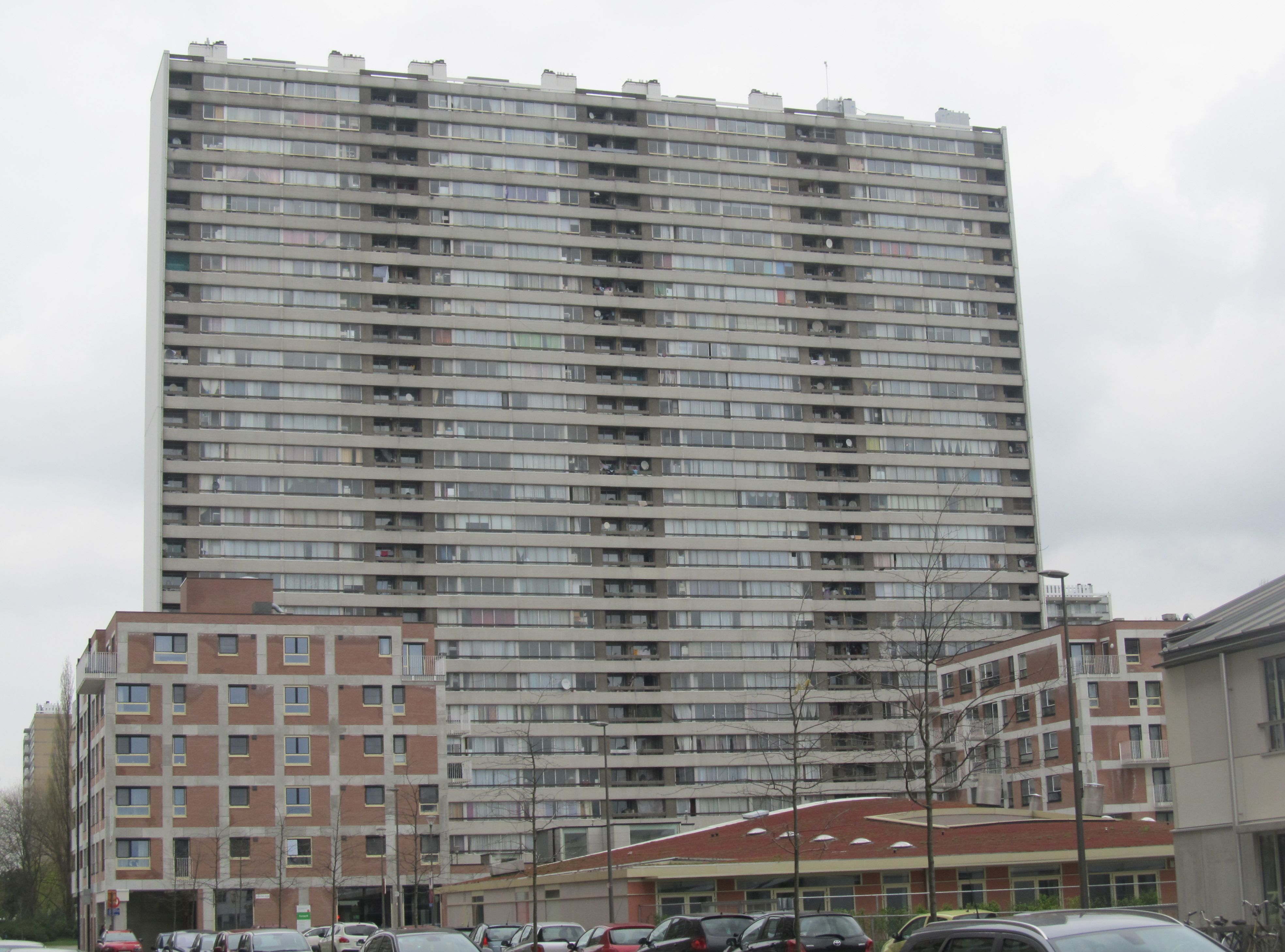
Blocul Chicago, cea mai înaltă construcție din Linkeroever.